# Remdesivir
Remdesivir je antivirusni lijek širokog spektra koji je razvila američka farmaceutska tvrtka Gilead Sciences. Izvorno je razvijan za liječenje hepatitisa C, a zatim testiran protiv virusa ebole i marburga, no nije se pokazao učinkovitim. Ranije studije otkrile su njegovo antivirusno djelovanje protiv nekoliko RNA virusa, uključujući SARS-CoV-1 i MERS-CoV, ali nije odobren ni za jednu od te dvije indikacije. 
Iako još uvijek traju klinička ispitivanja Remdesivira kao lijeka za COVID-19, Europska unija, SAD, Australija, Ujedinjeno Kraljevstvo, Japan, Indija i Singapur odobrili su njegovu primjenu kod pacijenata s teškim simptomima bolesti. Prema podatcima američkog Sveučilišta Johns Hopkins, može skratiti vrijeme potrebno za oporavak od infekcije. 
Remdesivir je predlijek (neaktivan oblik lijeka koji nema farmakološko djelovanje) namijenjen omogućavanju unutarstanične isporuke GS-441524 monofosfata i njegove naknadne biotransformacije u GS-441524 trifosfat, inhibitor analognog ribonukleotida virusne RNA polimeraze. 
Najčešća nuspojava njegove primjene kod zdravih ljudi je povišena razina jetrenih enzima u krvi što upućuje na probleme s jetrom, dok je kod pacijenata oboljelih od COVID-19 to mučnina. Primjenjuje se intravenski.

## Razvoj
Remdesivir je izvorno razvijen 2009. godine kao dio programa istraživanja američke tvrtke Gilead Sciences za razvoj lijeka protiv hepatitisa C no nije se pokazao učinkovitim u tu svrhu pa je proučavan kao potencijalni lijek protiv infekcije virusa ebole i marburg. Naknadna istraživanja Gilead Sciences i američkog Centra za kontrolu i prevenciju bolesti (CDC) potvrdila su njegovo antivirusno djelovanje protiv više filovirusa, pneumovirusa, paramiksovirusa i koronavirusa. Njegovo pretkliničko i kliničko istraživanje te razvoj provedeni su u suradnji Gilead Sciencesa i raznih američkih vladinih agencija i akademskih institucija.
Ured za patente i žigove Sjedinjenih Američkih Država (USPTO) je 9. travnja 2019. dodijelio Gilead Sciencesu dva patenta na Remdesivir - jedan u svrhu liječenja infekcije filovirusima te drugi u svrhu liječenja infekcija arenavirusima i koronavirusima.

### Ebola
U listopadu 2015., Institut za medicinska istraživanja zaraznih bolesti američke vojske (USAMRIID) objavio je rezultate pretkliničkih istraživanja koja su pokazala da je Remdesivir blokirao virus ebole u Rezus makaki majmuna. Remdesivir je prošao kroz ubrzana klinička ispitivanja zbog epidemija ebole u Zapadnoj Africi 2014. da bi na kraju i bio primjenjivan kod oboljelih. Korišten je i tijekom 2018. godine za vrijeme epidemije ebole u DR Kongo, dok su paralelno bila provođena daljnja klinička ispitivanjima, sve do kolovoza 2019. kada su zdravstveni službenici Konga objavili da je znatno manje učinkovit od liječenja monoklonskim antitijelima poput mAb114 i REGN-EB3. Klinička ispitivanja su, međutim, potvrdila da je siguran za primjenu.

### COVID-19
U siječnju 2020. godine, Gilead Sciences započeo je laboratorijska ispitivanja Remdesivira protiv virusa SARS-CoV-2, budući se pokazao učinkovitim protiv virusa SARS-CoV-1 i MERS na životinjskim vrstama.
Klinička ispitivanja Remdesivira provedena u Kini tijekom veljače i ožujka 2020. su pokazala da nije učinkovit u smanjenju vremena oporavka od COVID-19 i stope smrtnosti te da je izazvao različite štetne posljedice zbog čega su ista prekinuta.
Svjetska zdravstvena organizacija (SZO) najavila je 18. ožujka 2020. pokretanje ispitivanja koje bi uključivalo i jednu skupinu ispitanika liječenu Remdesivirom.
Od travnja 2020. godine, Remdesivir se smatrao najperspektivnijim lijekom za COVID-19 te je bio uključen među četiri plana liječenja koja se ocjenjuju u međunarodnom ispitivanju solidarnosti i europskom istraživanju Discovery. Američka Agencija za hranu i lijekove (FDA) je 1. svibnja 2020. objavila da je razumno za očekivati da poznate i potencijalne koristi Remdesivira nadmašuju njegove poznate i potencijalne štetne učinke u nekim specifičnim demografskim skupinama s teškim oblikom COVID-19.
U travnju 2020. Europska agencija za lijekove (EMA) započela je ubrzanu evaluaciju podataka o primjeni Remdesivira u svrhu liječenja COVID-19. Pregled je dovršen u svibnju 2020. U lipnju 2020., EMA-in Odbor za lijekove za humanu upotrebu (CHMP) započeo je evaluaciju Remdesivira u svrhu dodjeljivanja uvjetnog odobrenja za stavljanje u promet nakon što je primio prijavu od tvrtke Gilead Sciences. Odbor je 25. lipnja preporučio davanje uvjetnog odobrenja za stavljanje u promet Remdesivira za liječenje COVID-19 kod odraslih i adolescenata (starijih od 12 godina s tjelesnom težinom najmanje 40 kg) s upalom pluća kojima je potrebna terapija kiskom. Naziv robne marke Remdesivira na europskom tržištu je Veklury. 
Preliminarni podaci međunarodnog multicentričnog, placebo kontroliranog dvostruko slijepog nasumičnog ispitivanja koje je proveo američki Nacionalni institut za zdravstvo (NIH) sugeriraju da je Remdesivir učinkovit u smanjenju vremena oporavka s 15 na 11 dana kod ljudi hospitaliziranih s COVID-19. 29. travnja 2020., na temelju rezultata ispitivanja NIAID-ACTT-1, američki Nacionalni institut za alergije i zarazne bolesti (NIAID) objavio je da je Remdesivir bolji od placeba u smanjenju vremena oporavka za ljude hospitalizirane s razvijenim oblikom COVID-19 i zahvaćenim plućima. Unatoč uglavnom pozitivnim rezultatima, studija, objavljena u renomiranom znanstvenom časopisu New England Journal of Medicine, je zaključila da je "s obzirom na visoku smrtnost unatoč primjeni Remdesivira jasno da samo liječenje antivirusnim lijekom vjerojatno neće biti dovoljno." Na temelju rezultata svoje studije, NIH je zaustavio ispitivanje NIAID-ACTT-1 i dao Remdesivir ispitanicima koji su izvorno trebali primiti placebo.
Ispitivanje Remdesivira na malom broju Rezus makaki majmuna inficiranih COVID-19 potvrdilo je da je rano liječenje Remdesivirom smanjilo oštećenja i napredovanje bolesti, ali ne i izlučivanje virusa.
Prema stručnjacima iz časopisa British Medical Journal "Remdesivir vjerojatno nema važan učinak na potrebu za mehaničkom ventilacijom i može imati mali ili nikakav učinak na trajanje liječenja". S obzirom na njegovu visoku cijenu, autori izražavaju bojazan da bi mogao preusmjeriti sredstva i napore s drugih učinkovitih tretmana protiv COVID-19.

## Dostupnost
Dana 20. ožujka 2020., američki predsjednik Donald Trump objavio je da je Remdesivir dostupan za „suosjećajnu upotrebu“ (iznimna upotreba neodobrenog lijeka u slučaju životne ugroženosti) za ljude oboljele od COVID-19. 23. ožujka 2020. Gilead Sciences je suspendirao davanje lijeka za suosjećajnu upotrebu (izuzev slučajeva kritično bolesne djece i trudnica) navodeći potrebu da se osigura dovoljno doza za klinička ispitivanja.
Dana 29. lipnja 2020. objavljeno je da će pojedinačna doza lijeka za razvijene zemlje koštati $390 (oko 2.500 kn), odnosno da bi cijeli tretman, koji uključuje šest doza, trebao košta $2.340 (oko 15.100 kn). Budući da je prenamijenjeni lijek, njegov minimalni proizvodni trošak se procjenjuje na $0.93 (oko 6 kn).
Dana 12. svibnja 2020. Gilead je objavio da je dodijelio licence pet farmakološih tvornica u Indiji i Pakistanu koje se bave proizvodnjom generičkih lijekova za proizvodnju Remdesivira za distribuciju u 127 zemalja svijeta. Ugovori su strukturirani tako da nositelji licenci mogu sami određivati cijene te ne moraju plaćati autorske naknade Gilead Sciencesu dok Svjetska zdravstvena organizacija ne proglasi kraj pandemije COVID-19 ili dok drugi lijek ne bude odobren za liječenje COVID-19. Indija je 23. lipnja 2020. izdala hitno odobrenje za stavljanje u promet generičkog Remdesivira koji su proizvela dva nositelja Gileadovih licenci u toj državi, Cipla i Hetero Drugs.

### Europska unija
Dana 17. veljače 2016., Europska komisija dodijelila je Remdesiviru status lijek siroče (lijek za liječenje rijetkih i teških bolesti) u svrhu liječenja bolesti virusa ebole (nositelj je tvrtka Gilead Sciences International Ltd. sa sjedištem u Ujedinjenom Kraljevstvu).
U travnju 2020. Europska agencija za lijekove (EMA) dala je preporuke o suosjećajnoj uporabi Remdesivira za COVID-19 u EU. 11. svibnja 2020. EMA-in Odbor za lijekove za ljudsku uporabu (CHMP) preporučio je proširenje suosjećajne upotrebe Remdesivira na one koji nisu na mehaničkoj ventilaciji, koji se podvrgavaju invazivnoj mehaničkoj ventilaciji te one kojima su potrebni dodatni kisik, neinvazivna ventilacija ili ECMO uređaji. Ažurirane preporuke temeljile su se na preliminarnim rezultatima studije NIAID-ACTT-1 koja je sugerirala povoljan učinak Remdesivira u liječenju hospitaliziranih osoba s teškom kliničkom slikom COVID-19. Uz to, uvedeno je i petodnevno liječenje Remdesivirom na temelju preliminarnih rezultata druge studije (GS-US-540-5773) koja sugerira da za one kojima nije potrebna mehanička ventilacija tijek bolesti može biti skraćen s deset na pet dana. Pojedinci koji prođu petodnevni ciklus liječenja, a ne pokažu poboljšanje, mogu nastaviti primati Remdesivir dodatnih pet dana.
Europska unija je 3. srpnja 2020. izdala uvjetno odobrenje za stavljanje u promet Remdesivira s indikacijom za liječenje COVID-19 kod odraslih i adolescenata (stariji od 12 godina s tjelesnom težinom najmanje 40 kg) s upalom pluća kojima je potrebna terapija kiskom. Krajem srpnja 2020. Europska unija potpisala je ugovor s Gileadom u vrijednosti 63 milijuna eura (oko 477 milijuna kn) kako bi osigurala dostupnost Remdesviria na svom teritoriju u kolovoza 2020.

## Farmakolološko djelovanje

### Aktivacija
Remdesivir je prolijek nukleotida sposoban difundirati u stanice gdje se pretvara u GS-441524 mono-fosfat djelovanjem esteraza CES1 i CTSA te fosfoamidaze HINT1 koji zatim fosforilacijom prelazi u aktivni metabolit trifosfat pomoću enzima nukleozid-fosfat kinaze. Ovaj put bioaktivacije trebao bi se dogoditi unutar stanice, ali znatna količina Remdesivira prerano se hidrolizira u plazmi pri čemu je GS-441524 glavni metabolit u plazmi, ali i jedini metabolit prisutan dva sata nakon doziranja.

### Mehanizam djelovanja
Kao analog adenozin nukleozid trifosfata (GS-443902), aktivni metabolit Remdesivira ometa djelovanje virusne RNK-ovisne RNK polimeraze i izbjegava korekturu virusnom eksoribonukleazom uzrokujući smanjenje proizvodnje virusne RNA. Kod nekih virusa, poput respiratornog sincicijskog virusa (RSV), uzrokuje zaustavljanje RNA-ovisnih RNA-polimeraza, ali njegov je pretežni učinak (kao kod ebole) induciranje nepovratnog prekida lanca. Za razliku od mnogih drugih spojeva sposobnih prekinuti lanac, kod Remdesviria to nije posredovano sprječavanjem dodavanja odmah sljedećeg nukleotida, već odgodom, što se događa nakon dodavanja pet dodatnih baza u rastući lanac RNA. Kod RNA-ovisne RNA polimeraze virusa MERS-CoV, SARS-CoV-1 i SARS-CoV-2 dolazi do zaustavljanja sinteze RNA nakon ugradnje tri dodatna nukleotida pa je stoga Remdesivir klasificiran kao antivirusno sredstvo izravnog djelovanja koje djeluje kao završetak odgođenog lanca.

### Farmakokintetika
U primata, poluživot predlijeka u plazmi je 20 minuta, a glavni metabolit je nukleozid GS-441524 čija se koncentracija dva sata nakon primjene mjeri u mikromolarnim koncentracijama, dok netaknuti Remdesivir više nije moguće detektirati. Zbog ove brze izvanstanične pretvorbe u nukleozid GS-441524, neki su istraživači postavili pitanje je li aktivni nukleotid trifosfat uistinu izveden iz uklanjanja Remdesivira ili se to događa fosforilacijom GS-441524 te ne bi li u tom slučaju izravna primjena GS-441524 bils lakša i jeftinija. Istraživanja su pokazala da aktivirani oblik nukleotidnog trifosfata održava unutarstaničnu razinu u mononuklearnim stanicama periferne krvi, a vjerojatno i u drugim stanicama.

### Otpornost
Godine 2018. su identificirane mutacije u replikaciji RNA virusa hepatitisa u miševa koje uzrokuju djelomičnu rezistenciju na Remdesivir. Te mutacije čine viruse manje učinkovitima u prirodi, a istraživači vjeruju da vjerojatno neće postojati tamo gdje se lijek ne koristi.

## Interakcije
Remdesivir se barem djelomično metabolizira enzimima citokroma P450 CYP2C8, CYP2D6 i CYP3A4. Ako se Remdesivir daje zajedno s induktorima citokroma P450 poput rifampicina, karbamazepina, fenobarbitala, fenitoina, primidona i kantariona za očekivati je smanjenje njegove koncentracije u krvnoj plazmi.
Dana 15. lipnja 2020., FDA je ažurirala informativne listove za hitno odobrenje za uporabu Remdesivira kako bi upozorila da upotreba klorokina ili hidroksiklorokina s Remdesivirom može smanjiti njegovo antivirusno djelovanje. Istodobna primjena Remdesivira i klorokin fosfata ili hidroksiklorokin sulfata se ne preporučuje na temelju podataka in vitro koji pokazuju antagonistički učinak klorokina na unutarstaničnu metaboličku aktivaciju i antivirusno djelovanje Remdesivira.

## Sinteza
Remdesivir se može sintetizirati u više koraka iz derivata riboze. Slika desno jedan je od putova sinteze Remdesivira koji su izumili Byoung Kwon Chun i suradnici iz Gilead Sciences.
U ovoj metodi međuproizvod a se prvo pripravlja iz L-alanina i fenil fosforodikloridata u prisutnosti trietilamina i diklormetana; trostruka benzil-zaštićena riboza oksidira dimetil sulfoksidom s octenim anhidridom i daje laktonski međuproizvod b; pirolo [2,1-f] [1,2,4] triazin-4-amin je bromiran, a aminska skupina zaštićena je suviškom trimetilsilil klorida. N-butil-litij prolazi kroz reakciju izmjene halogen-litij s bromidom na -78°C dajući međuproizvod c. Intermedijer b se zatim dodaje kap po kap otopini koja sadrži intermedijer c. Nakon gašenja reakcije u slabo kiseloj vodenoj otopini, dobivena je smjesa anomera 1:1. Zatim je reagirao s viškom trimetilsilil cijanida u diklormetanu na -78°C tijekom 10 minuta. Dodan je trimetilsilil triflat te reagira još jedan sat, a smjesa je ugašena u vodenoj otopini natrijevog hidrogen karbonata. Dobiven je nitrilni međuprodukt. Zaštitna skupina, benzil, uklonjena je bor-trikloridom u diklorometanu na -20°C. Suvišak bor triklorida ugašen je u smjesi kalijevog karbonata i metanola. Dobiven je međuproizvod bez benzila. Izomeri su zatim odvojeni pomoću tekućinske kromatografije visoke djelotvornosti (HPLC). Optički čisti spoj i međuproizvod a reagiraju s trimetil fosfatom i metilimidazolom da bi se dobila dijastereomerna smjesa Remdesivira. Optički čisti Remdesivir može se dobiti metodama kiralne razlučivosti.

## Proizvodnja i distribucija
Remdesivir zahtijeva 70 sirovina, reagensa i katalizatora i približno 25 kemijskih koraka. Neki su sastojci izuzetno opasni za ljude, posebno trimetilsilil cijanid. Izvorno je vrijeme proizvodnje trajalo 9 do 12 mjeseci, ali nakon ponovnog pokretanja proizvodnje u siječnju 2020, Gilead Sciences uspio ga je skratiti na 6 mjeseci. U siječnju 2020. Gilead je započeo rad na ponovnom pokretanju proizvodnje Remdesivira u staklenim kemijskim reaktorima u svom pogonu u Edmontonu u Kanadi. 2. veljače 2020., tvrtka je dovezla cijelu zalihu Remdesivira, 100 kilograma u prahu, do svoje punionice u La Verneu u američkoj saveznoj državi Kaliforniji kako bi započela pakiranje. Tvornica u Edmontonu završila je prvu novu seriju Remdesivira u travnju 2020. Otprilike u isto vrijeme, svježe sirovine počele su pristizati od ugovornih dobavljača.
Izazovnim se pokazalo i samo apliciranje Remdesivira zbog njegove loše topljivosti i nestabilnosti. U lipnju 2020., tvrtka Ligand Pharmaceuticals otkrila je da je Gilead Sciences riješio te probleme pomoću rezultata istraživanja ciklodekstrina na Sveučilišta u Kansasu, i to miješajući ligandsku pomoćnu tvar kaptisol s Remdesivirom u omjeru 30:1. Budući da to zahtjeva veliku količinu kaptisola (povrh količina potrebnih za nekoliko drugih lijekova za koje je ta pomoćna tvar već u redovnoj upotrebi), Ligand je najavio da nastoji povećati godišnje proizvodne kaptisola na 500 metričkih tona.